# Sven Carleson
Sven Alexander Carleson, född den 21 mars 1915 i Gävle, död den 11 oktober 1997 i Cambridge, England, var en svensk sjömilitär.
Carleson avlade studentexamen i Stockholm 1934 och sjöofficersexamen 1937. Han blev löjtnant 1939 och kapten 1945. Carleson genom Sjökrigshögskolans stabskurs 1945–1946. Han tjänstgjorde i marinledningen från 1947, blev flaggadjutant 1951, tjänstgjorde i försvarsdepartementet från 1953, i marinförvaltningen från 1955 och vid Karlskrona örlogsskolor från 1956. Carleson befordrades till kommendörkapten av andra graden 1955 och av första graden 1961. Han blev försvarsattaché i Köpenhamn 1958, med sidoackreditering som marinattaché i Bonn 1961, och chef för försvarsstabens press- och filmavdelning 1962. Carleson var chef för Malmö marina bevakningsområde 1966–1970. Han blev riddare av Svärdsorden 1955.